# William H. Frasser
William H. Frasser (* in England; † 1942 in Mexiko) war ein englischer Ingenieur und Unternehmer. Er war Eigentümer der Compañia de Luz y Fuerza, eines Stromversorgungsunternehmens in Mexiko-Stadt. Außerdem gründete er den mexikanischen Fußballverein Necaxa, dessen Mannschaft er während der fußballerischen Amateurepoche in Mexiko finanzierte. Da die Bezahlung von Fußballspielern zu jener Zeit noch offiziell verboten war, stellte er die Spieler bei der Compañia Luz y Fuerza an, wo sie aber nicht in den Büros der Firma tätig waren, sondern auf dem firmeneigenen Trainingsgelände. 

## Biografie
In seiner Heimat England entwickelte der junge Frasser sich schon früh zu einem leidenschaftlichen Anhänger des Fußballsports, den er auch nach seiner Auswanderung nach Mexiko nicht missen wollte. Seine Begeisterung für diesen Sport fand bald eine Reihe von Nachahmern bei den Angestellten der von ihm geleiteten Gesellschaft Luz y Fuerza, so dass es schon bald mehrere Betriebsfußballmannschaften gab. Die besten Spieler traten unter der Firmenbezeichnung Luz y Fuerza beim 1921 veranstalteten Torneo del Centenario, einem Jubiläumsturnier anlässlich der hundertjährigen Unabhängigkeit des Landes, an und vertraten die Firma auch in der Hauptstadtliga der Saison 1922/23. In derselben Saison spielte dort auch der Verein Tranvias, der ebenfalls auf Initiative von Frasser gegründet worden war. Beide Mannschaften rangierten am Saisonende auf den hinteren Plätzen.
Um eine spielstarke Mannschaft zu formen, die in der Hauptstadtliga mithalten konnte, fusionierte Frasser diese beiden Teams am 21. August 1923 zum Club Necaxa. Die Farben des Vereins wurden in Anlehnung an Frassers Herkunft von der englischen Flagge übernommen und sind folglich Rot und Weiß. Das Vereinslogo ist durch das Familienwappen der Frassers inspiriert.
Der Verein wurde von Frasser sowohl mit dessen Privatvermögen als auch mit dem Gesellschaftsvermögen der Firma Luz y Fuerza unterstützt und systematisch aufgebaut. Frasser finanzierte dem Verein auch das modernste Fußballstadion jener Epoche: den auf dem Grundbesitz der Familie Frasser errichteten und am 14. September 1930 eingeweihten Parque Necaxa.
Das Schicksal des Club Necaxa war in jenen Tagen eng mit dem Schicksal Frassers und seines Unternehmens Luz y Fuerza verbunden. Diese finanzielle Abhängigkeit erklärt für manchen Betrachter, warum Necaxa sich dem 1943 eingeführten Profifußball widersetzte und seinen Amateurstatus beibehielt. Denn der Verein konnte sich die Zugehörigkeit zur Primera División anscheinend nicht leisten, wie der Fußballhistoriker Carlos Calderón vermutet: die Geldquellen versiegten, nachdem Frasser 1936 ermordet und die Gründung der Comision Federal de Electricidad 1937 im Rahmen eines Nationalisierungsprogramms über die Energieversorgung verstaatlicht worden war.
Obwohl es eine weit verbreitete „Ansicht“ ist, dass Frasser ermordet wurde, gibt es auch eine andere Version, der zufolge Frasser bei einem Autounfall ums Leben kam. Doch die wahren Umstände seines Todes liegen im Dunkeln und niemand kennt die Wahrheit, wie es auf der Website des Club Necaxa heißt.